# Monastère de Dzongsar

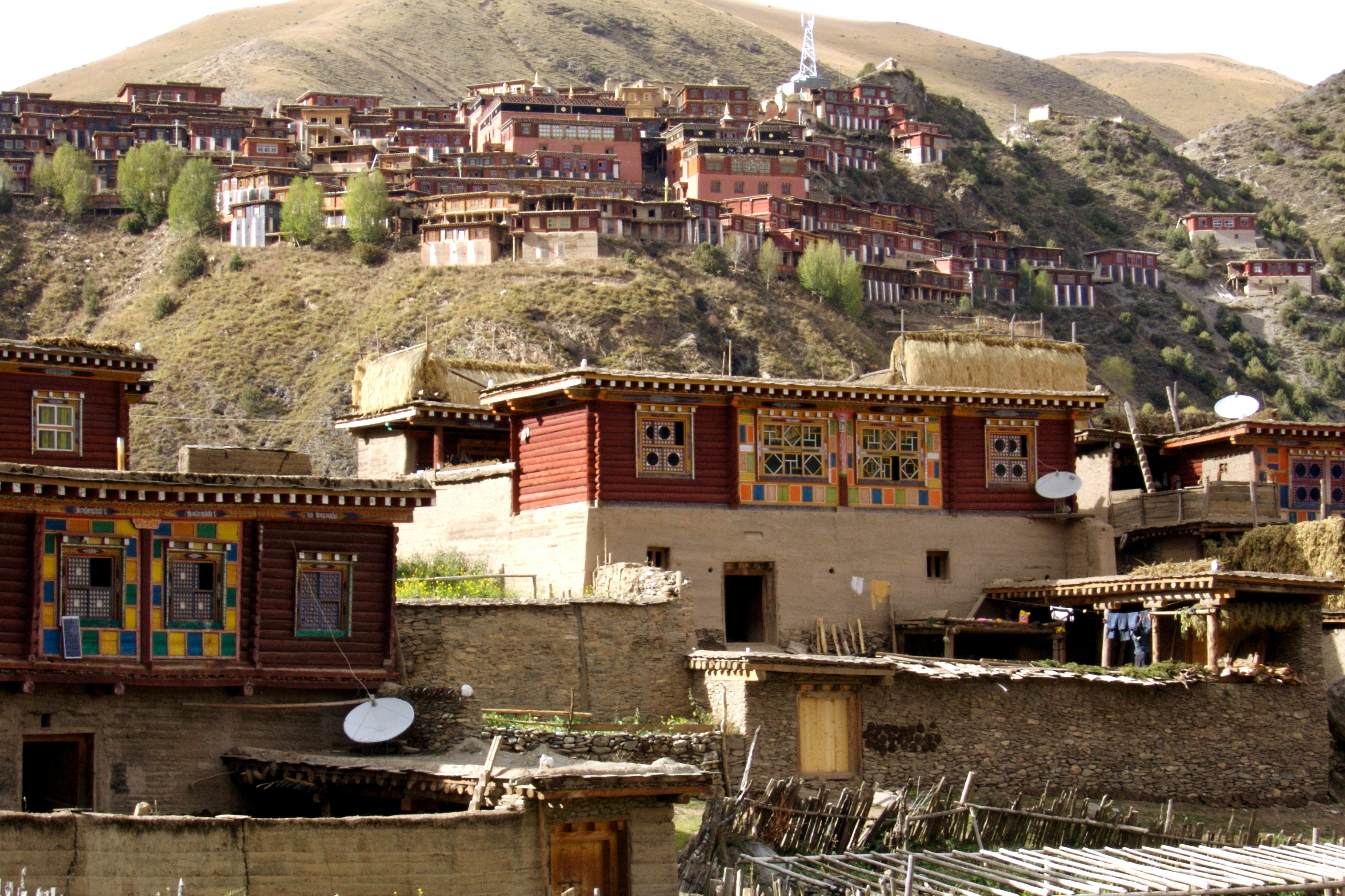
Le monastère de Dzongsar

Le monastère de Dzongsar est un monastère bouddhiste sakyapa, situé à Dergué, sous la juridiction de la préfecture de Kardzé dans le Sichuan en Chine. Le monastère a été  fondé en 746 dans la région du Kham, une ancienne province de l'Empire du Tibet (629 – 877) et détruit en 1958, il fut reconstruit en 1983.
Le monastère appartient à l'école Sakyapa du bouddhisme tibétain, et était le siège principal de Jamyang Khyentsé Wangpo et Dzongsar Khyentsé Chökyi Lodrö. Toutefois, il est noté pour l'éclectisme du mouvement Rimé qui lui est associé et son ouverture à la plupart des écoles d'enseignement du bouddhisme tibétain.

## Histoire

### Ancien monastère
Dzongsar Gompa (édifice) a été fondée en l'an 746, par un lama Bön. À l'origine, il n'y avait qu'un très petit temple à cet endroit, appelé « Jowo-Lha-Chig-Kar-Chig » et le sanctuaire Bönpo, qui persista jusqu'en 1958. L'édifice Bönpo original fut transformé en un temple Nyingmapa puis Kadampa à un moment donné, mais ce n'est qu'en 1275, lorsque le Tibet est sous le contrôle de l'empire mongol de la dynastie Yuan qu'a été fondé un monastère Sakya par Drogön Chögyal Phagpa à son retour de Chine,

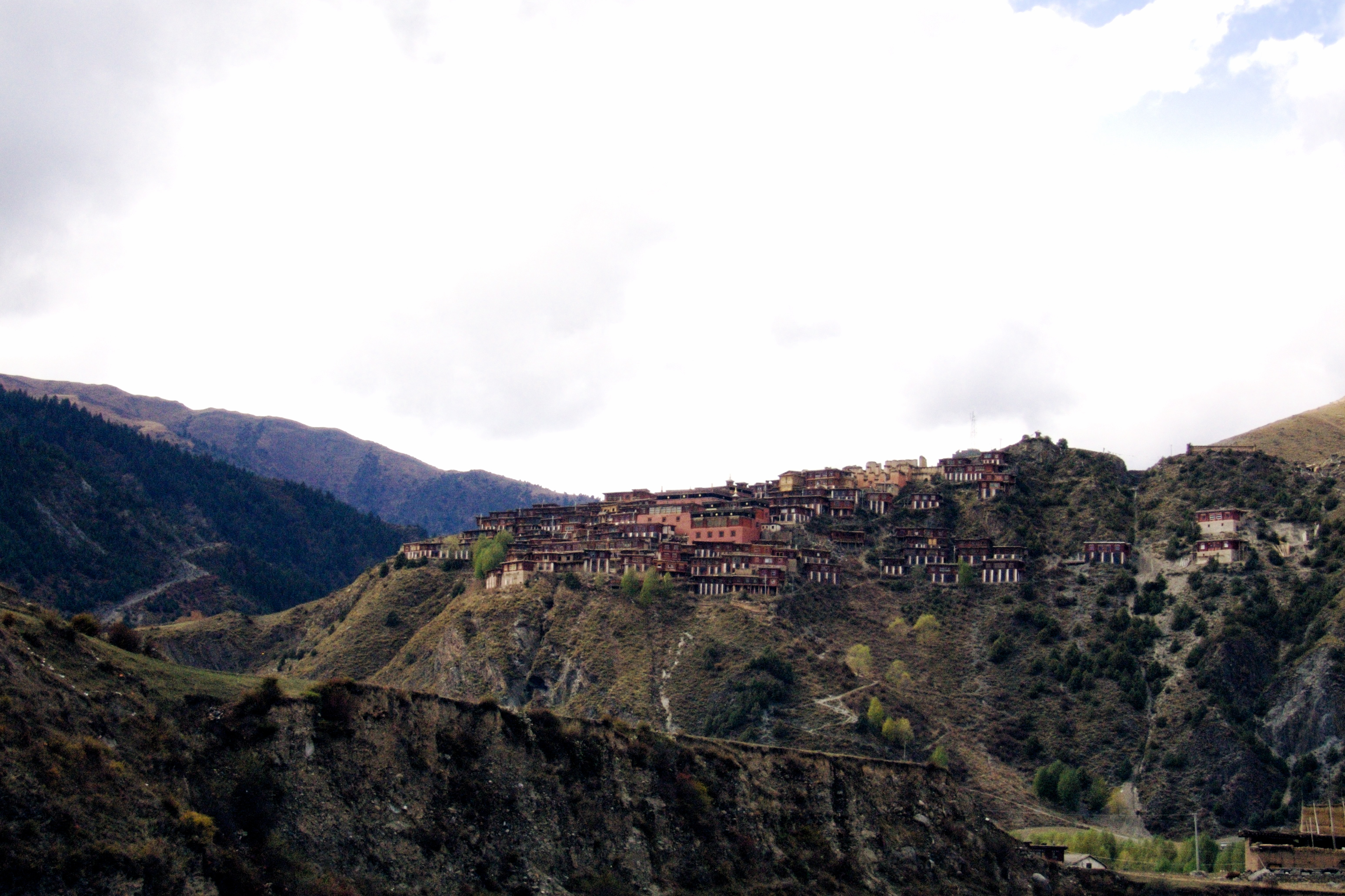
Le monastère au sommet de la colline

Avant 1958, Dzongsar abritait entre 300 et 500 moines résidents permanents, mais en hébergeait souvent bien plus, qui campaient autour du monastère dans des tentes quand ils venaient rencontrer les lamas.
Tous les temples ont été détruits en 1958, mais la reconstruction a commencé en 1983, sous la direction du Dr Lodrö Puntsok. Le monastère comprenait vingt-trois temples, grands et petits, et de nombreuses salles sacrés importantes. Il contenait des ermitages comme Khamshe Shekdra, les centres de retraite Karmo Taktsang, Gargu Shangchub Rihtrek, Zamnang Pema Shelpuk, Zingkhok Trawo, Tsedrak Drulphuk, Gyalgen Chungtak, Munong Dorjee Drakal, Tsa-chu-juk Chenresig Lhakang, Honda Thongthong Gyalpo, et d'autres.
Dzongsar possédait une collection unique d'Écritures et des enseignements Rimé, recueillies par les promoteurs du mouvement Rimé, Jamgon Kongtrul, Chökyi Lingpa et Khyentsé Wangpo. Bien que Dzongsar était un monastère Sakya initialement, il était connu pour être flexible dans ses enseignements et permettait d'étudier huit branches du bouddhisme.

### Nouveau monastère

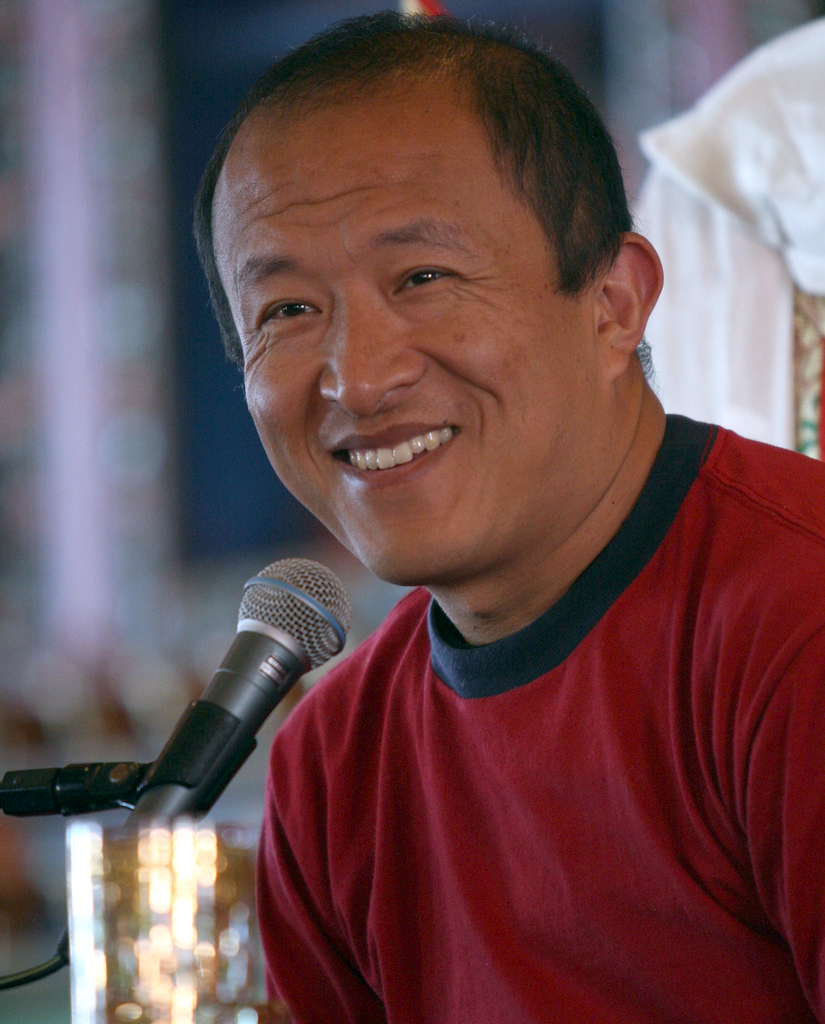
Dzongsar Jamyang Khyentse Rinpoché

En 1983, les temples et les institutions du monastère ont été reconstruits, mais pas dans toute leur splendeur. Il ne dispose que de six temples. Toutefois, 180 résidences de moines ont été reconstruites et, aujourd'hui, les temples principaux couvrent 48 200 mètres carrés. À présent, il y a plus de 200 moines résidant à Dzongsar. 
Dzongsar gère également une école d'enseignement des traditions tibétaines, ou environ 60 enfants étudient. Le monastère est également réputé pour son encens, lequel se vend comme poudre d'encens tibétain Dzongsar et de bâtons d'encens tibétains Dzongsar. L'encens est fabriqué à partir de matériaux naturels précieux, à base de plantes des hautes terres de l'Est du Tibet, et on lui attribue des effets de guérison spirituel, et la capacité de prévenir les maladies infectieuses.
L'actuel chef lama de Dzongsar est le lama bhoutanais Dzongsar Jamyang Khyentse Rinpoché, qui a été élevé au monastère.